# Grimpella thaumastocheir
Grimpella thaumastocheir är en bläckfiskart som beskrevs av Robson 1928. Grimpella thaumastocheir ingår i släktet Grimpella och familjen Octopodidae. Inga underarter finns listade i Catalogue of Life.